# Onzonilla
Onzonilla est une commune d'Espagne dans la province de León, communauté autonome de Castille-et-León. Elle s'étend sur 21,78 km2 et comptait environ 1 758 habitants en 2015.